# Vereniging tegen de Kwakzalverij
De Vereniging tegen de Kwakzalverij, afgekort VtdK, is een Nederlandse vereniging die de bestrijding van de kwakzalverij op geneeskundig, farmaceutisch en aanverwant gebied tot doel stelt. De vereniging werd op 1 januari 1881 opgericht door de broers G.W. Bruinsma en V.J. Bruinsma en is daarmee de oudste sceptische organisatie ter wereld.

## Doelstelling
De vereniging bestrijdt alle medische en paramedische handelwijzen die niet wetenschappelijk onderbouwd zijn. Dat zijn handelwijzen "die niet gefundeerd zijn op toetsbare logische dan wel empirisch houdbare hypothesen en theorieën" en/of "die actief onder het publiek worden verspreid, zonder dat toetsing binnen de beroepsgroep op effectiviteit en veiligheid heeft plaatsgevonden", met de toevoeging dat "de term 'kwakzalver' of 'kwakzalverij' niet noodzakelijk een beschuldiging van kwade trouw of oplichting inhoudt."
Verder stelt de vereniging zich ten doel het toepassen van alternatieve geneeswijzen door artsen te bestrijden. Het toepassen van onbewezen therapieën door artsen noemt de vereniging 'medische kwakzalverij'. Dit laatste acht de vereniging nog kwalijker dan kwakzalverij door niet-artsen, omdat artsen een medische en wetenschappelijke opleiding hebben gevolgd, waardoor ze beter in staat zouden moeten zijn om werkzame van niet-werkzame therapieën te onderscheiden dan iemand die geen arts is.
Het lidmaatschap staat open voor iedereen die de doelstelling van de vereniging onderschrijft. Het is niet voorbehouden aan de beroepsgroep van artsen en apothekers. De Vereniging tegen de Kwakzalverij ontvangt geen overheidssubsidie.

## Activiteiten van de vereniging

### Tijdschrift

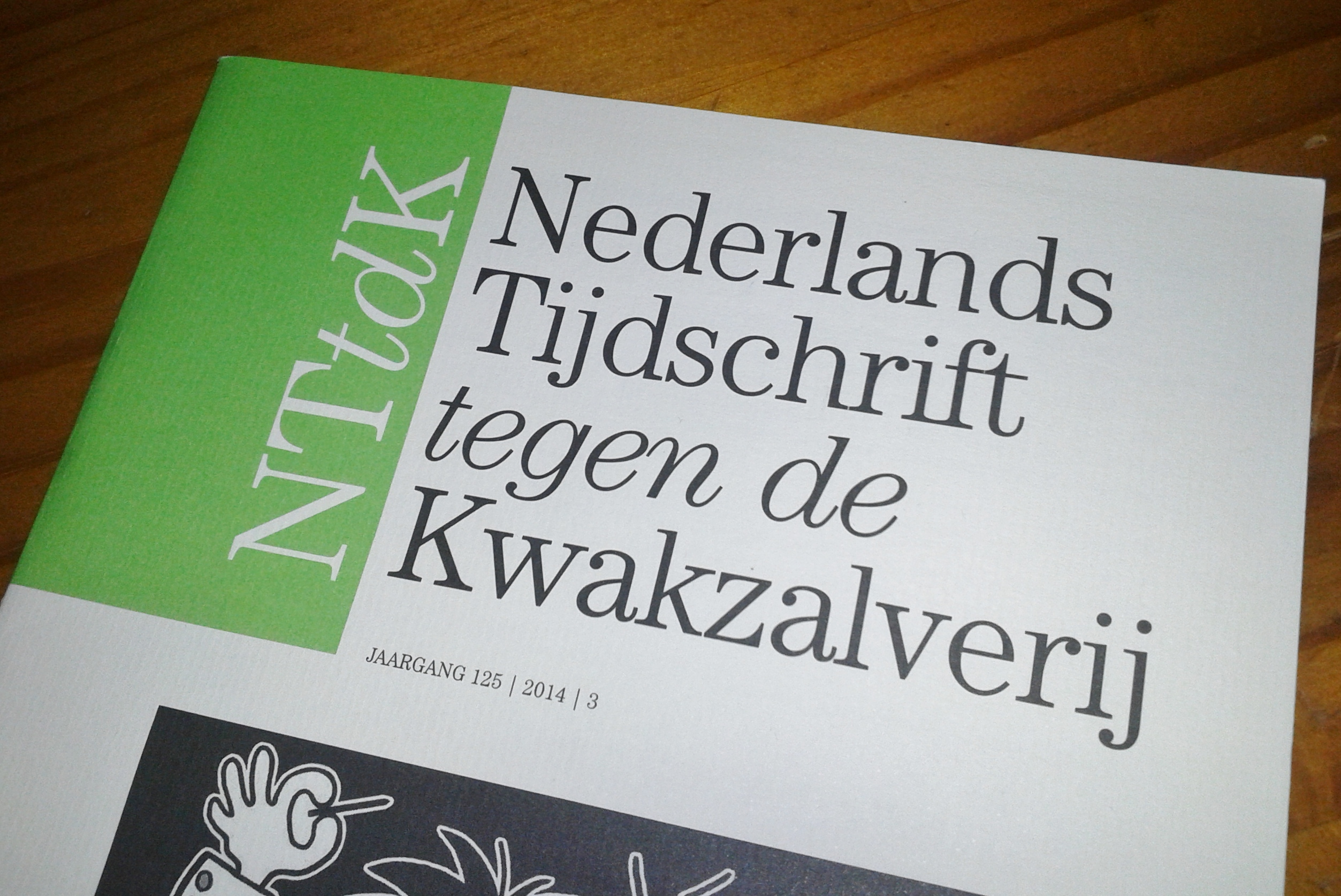
cover Nederlands Tijdschrift tegen de Kwakzalverij 125 (3)

De vereniging gaf zijn eerste blad uit op 15 januari 1881 onder de naam Maandblad tegen de Kwakzalverij. In dit maandblad publiceerde de vereniging onder andere de resultaten van chemische analyses op geheimmiddelen die de vereniging wist te onderscheppen. Het blad werd verspreid onder leden, en tevens gratis ter beschikking gesteld aan bijvoorbeeld openbare bibliotheken, wachtkamers en politiebeambten. Later werd het blad uitgegeven onder de naam Actieblad tegen de Kwakzalverij. Sinds 2003 heet het Nederlands Tijdschrift tegen de Kwakzalverij.
De vereniging geeft ook commentaar op radio en tv en haar redacteuren publiceren artikelen in dagbladen en vaktijdschriften. De vereniging publiceerde een top 20 van door haarzelf benoemde kwakzalvers uit de 20e eeuw. Hierop plaatste de vereniging onder andere Cornelis Moerman, Jomanda, Adelbert Nelissen en Greet Hofmans. Ter gelegenheid van het 125-jarig bestaan gaf de vereniging in 2005 een boek uit met de titel Kwakzalverij - 125 jaar medische folklore, samengesteld door wetenschapsjournalist Hans van Maanen.

### Kwakzalverij
De VtdK heeft een aantal aanwijzingen geformuleerd, waaruit men kan zien dat er sprake is van kwakzalverij. De belangrijkste signalen zijn de volgende:
- Reclame op radio, televisie en in niet medisch-wetenschappelijke bladen, zoals huis-aan-huisbladen, waarbij vooral de werking van de middelen wordt aangeprezen. Voor reguliere medicijnen wordt ook reclame gemaakt, maar is gericht op een bepaald merk. De werking op zich wordt in deze reclames niet nadrukkelijk genoemd omdat deze vaststaat. Kwakzalvers richten zich juist wel op de werking zelf.
- Het gebruik van zogenaamde "reclamepatiënten".[9] Reclamepatiënten zijn tevreden gebruikers van het middel die in advertenties vertellen dat een middel hen zeer geholpen heeft.
- Het middel werkt voor een groot aantal ongerelateerde kwalen.[10]
- Het middel belooft wonderen.
- Het middel is gemaakt volgens een geheim recept of de werking wordt niet verklaard.[11]
- Er wordt benadrukt dat het middel of de methode al heel lang en/of door heel veel mensen wordt gebruikt.[11]
- Er bestaat weerstand tegen het middel of de methode in de medische wetenschap.[9]
- Het middel werkt op basis van energie, trillingen, vibraties, aura's et cetera.[12]

Het aanwezig zijn van een of meer van deze signalen betekent uiteraard niet dat het vaststaat dat er sprake is van kwakzalverij, maar het vergroot wel de kans. Omgekeerd kan er sprake zijn van kwakzalverij zonder dat deze signalen er zijn.

### Symposium en Meester Kackadorisprijs

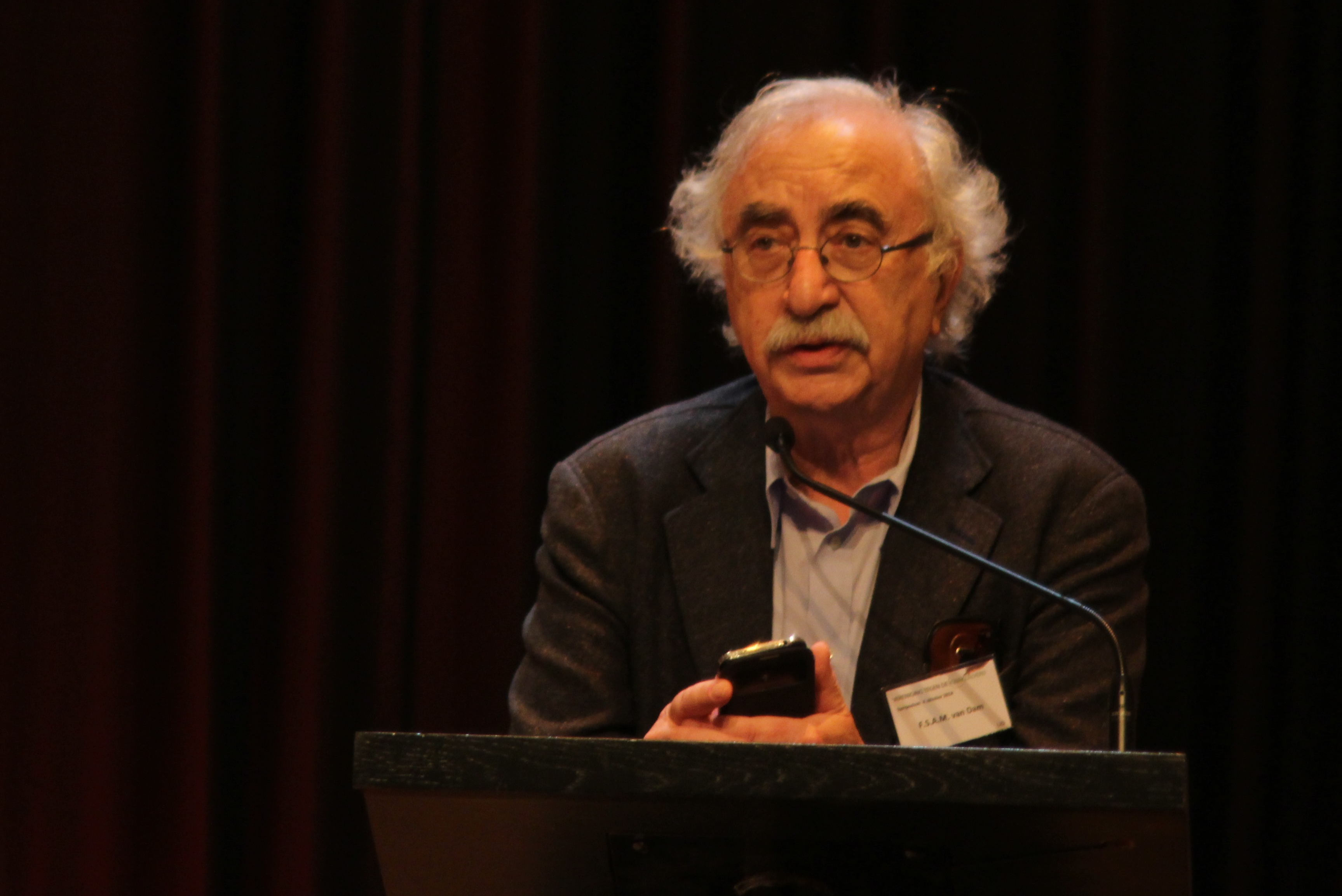
Secretaris Frits van Dam op het symposium van 2014

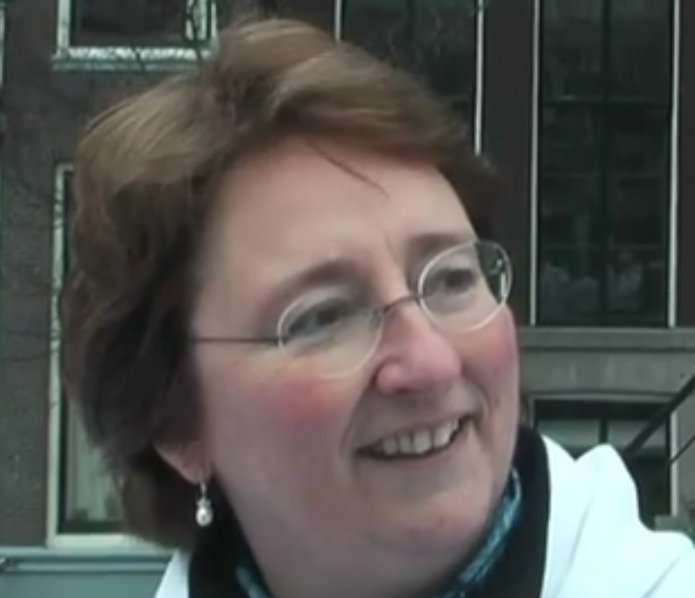
Catherine de Jong tijdens de 10:23-campagne

De vereniging houdt ieder jaar een symposium dat toegankelijk is voor zowel leden als geïnteresseerden, waarin het haar werkzaamheden en het nieuws van het afgelopen jaar bespreekt. De rest van het symposium wordt besteed aan lezingen en/of discussies door artsen, wetenschappelijk onderzoekers of politici.
Aan het begin van ieder symposium reikt de VtdK de Meester Kackadorisprijs uit, bestemd voor "instellingen, personen of ondernemingen die in de visie van de vereniging in belangrijke mate hebben bijgedragen aan de verspreiding in daad, woord of geschrift van de kwakzalverij in Nederland". Eenieder kan kandidaten voor de Kackadorisprijs voordragen. De genomineerden worden bekendgemaakt door het plaatsen van een juryrapport op de website van de vereniging en door verspreiding via het ANP. De genomineerden wordt altijd de mogelijkheid geboden een weerwoord te uiten, wat gepubliceerd wordt in het verenigingsblad en op de website. De naam van de prijs is ontleend aan kwakzalver Kackadoris, een personage uit het tafelspel Meester Kackadoris / ende een doof Wijf met Eyeren van Filips van Marnix van Sint-Aldegonde (herdruk uit 1631).

### Gebroeders Bruinsma Erepenning
De vereniging reikt sinds 2005 de Gebroeders Bruinsma Erepenning uit aan een persoon of instelling die zich bijzonder verdienstelijk heeft gemaakt voor de bestrijding van de kwakzalverij. De penning is genoemd naar de oprichters van de VtdK, Gerardus en Vitus Bruinsma.

#### Winnaars van de penning

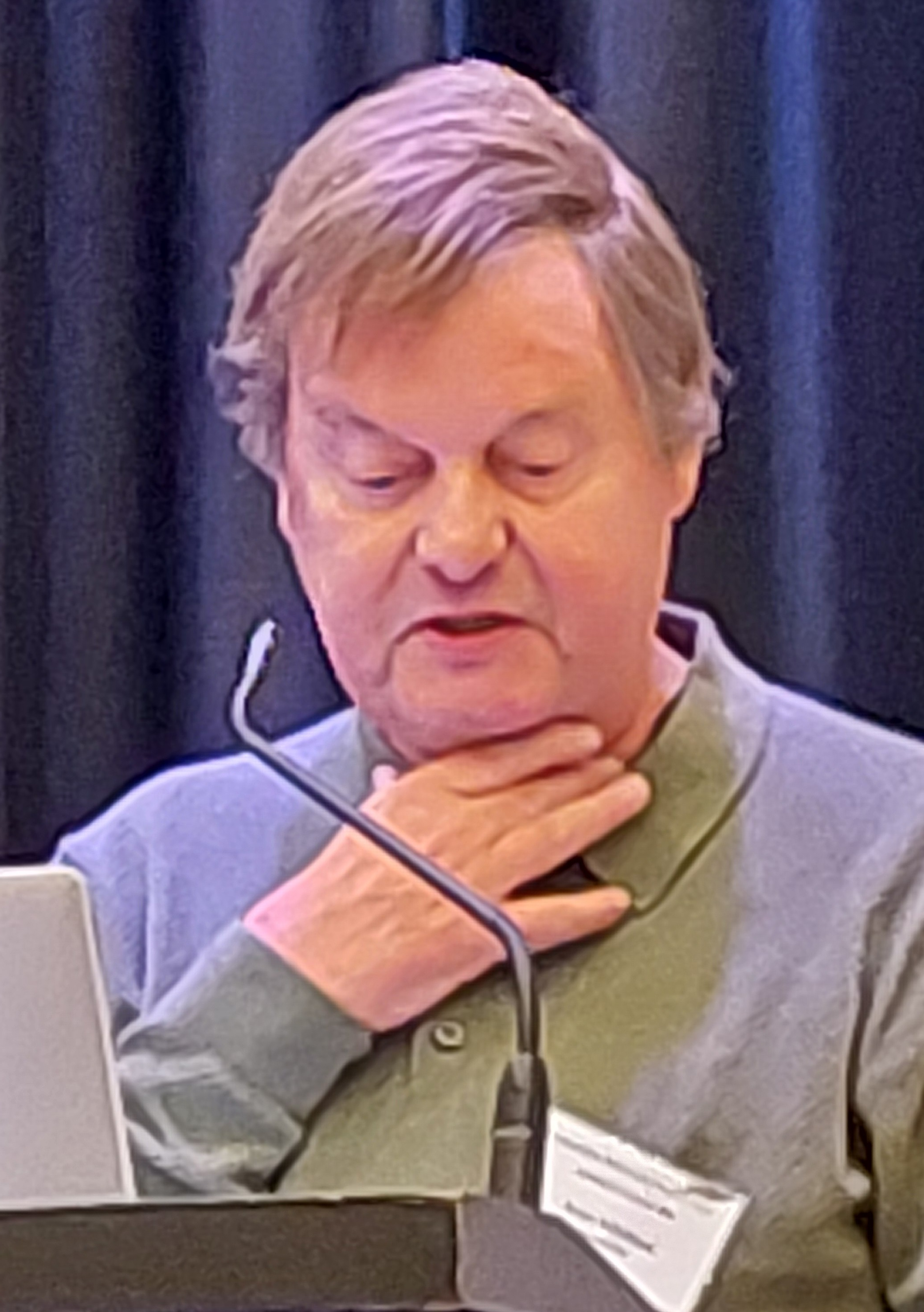
Broer Scholtens na de uitreiking van de penning

- Broer Scholtens na de uitreiking van de penningTv-consumentenprogramma TROS Radar 2005
- Rie Prins 2006[14]
- Menso Westerouen van Meeteren 2009
- Piet Borst 2010
- Wim Betz 2011
- Freek van Sluijs 2012
- Jan Willem Nienhuys 2014
- Henk van Gerven 2016[15]
- Jos van der Meer 2018
- Frits Abrahams 2022
- Broer Scholtens, 2024

### 10:23-campagne
In februari 2011 organiseerden de VtdK en Stichting Skepsis onder leiding van Catherine de Jong (die in oktober Cees Renckens opvolgde als voorzitter) en Maarten Koller een homeopathische zelfmoordstunt in het kader van de internationale 10:23-campagne.

## Kritiek
Er is ook kritiek uit eigen kring op de Vereniging tegen de Kwakzalverij. Zo zei Marcel Levi, arts en voormalig voorzitter van het Academisch Medisch Centrum in Amsterdam, in Medisch Contact van 16 oktober 2014: "Als een soort van Spaanse inquisitie werpt de vereniging deze personen zonder enige objectief proces of zelfs enige vorm van hoor- en wederhoor als heksen op de brandstapel."

## Rechtszaken

### Houtsmuller versus de VtdK

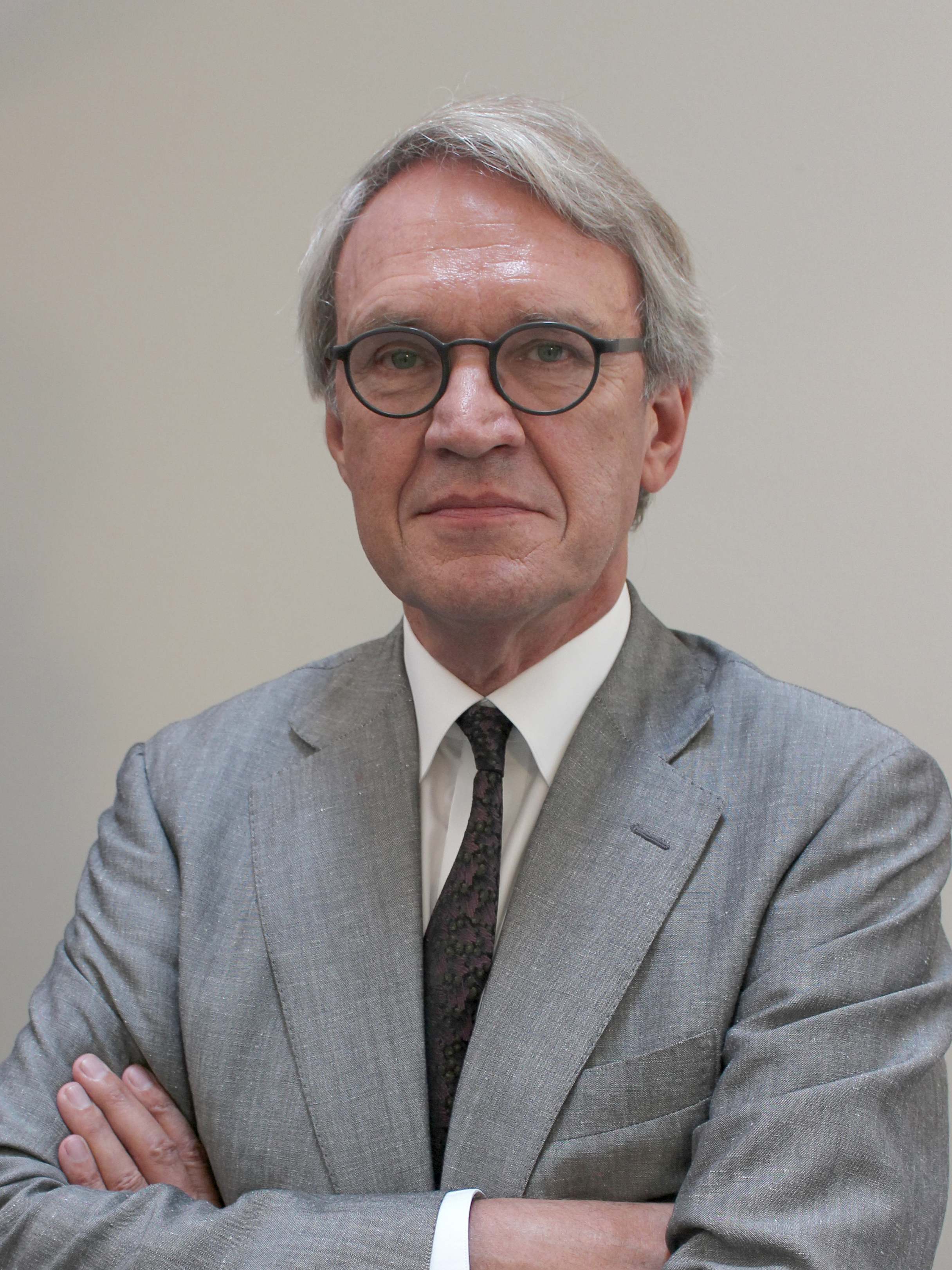
Cees Renckens

In 1997 schreef Cees Renckens, voorzitter van de VtdK, in het Actieblad tegen de Kwakzalverij over het Houtsmullerdieet van medicus en oncoloog Hans Houtsmuller, die zijn dieet in boeken verkocht als een geneesmiddel tegen kanker. In 1999 betichtte Cees Renckens Houtsmuller in verschillende media van oplichting en benoemde het dieet kwakzalverij. De Telegraaf noteerde dat Cees Renckens vond dat Houtmuller "een oplichter en een kwakzalver" was, wat Renckens bestreed gezegd te hebben. Hans Houtsmuller spande hierop een kort geding tegen de vereniging aan. De president van de rechtbank Amsterdam oordeelde dat Cees Renckens voldoende grond had voor zijn uitspraken. In het hoger beroep oordeelde het Gerechtshof Amsterdam dat de aanduiding "kwakzalver" ook opzettelijke misleiding impliceert en dat dit niet aangetoond was. De vereniging, zo vond het gerechtshof, had de aanduiding "kwakzalver" daarom niet mogen gebruiken. Van een bodemprocedure werd afgezien. Volgens de vereniging had zij beperkte financiële middelen daarvoor en waren de activiteiten van Houtsmuller al afgenomen.

### Maes versus de VtdK
In 2005 werd oorspronkelijk ook de "Vakgroep Psychiatrie en Neuropsychologie, Medische Faculteit Universiteit Maastricht" genomineerd voor de Meester Kackadorisprijs wegens samenwerking met de Belgische neuropsychiater Michael Maes, die beweert aandoeningen als fibromyalgie, chronischevermoeidheidssyndroom en burn-out te kunnen behandelen met therapieën als acupunctuur, chelatietherapie, voedingssupplementen als visolie en diëten, daarbij gebruikmakend van volgens de vereniging niet wetenschappelijk bewezen onderzoeksmethoden zoals de MELISA-test, HPU-test en de Pharmanex-biofotonen scanner. De Vereniging tegen de Kwakzalverij heeft deze nominatie later ingetrokken toen bleek dat Maes medio 2004 strafontslag had gekregen. Hierna bleef hij zich uitgeven voor professor te Maastricht. Ondanks de ingetrokken nominatie spande Maes een kort geding aan tegen de Vereniging, waarin hij rectificatie vorderde en een verbod om hem in de toekomst in verband te brengen met kwakzalverij.
De voorzieningenrechter was op 22 december 2005 van mening dat de Vereniging niet onrechtmatig had gehandeld door de Universiteit Maastricht, wegens Maes’ praktijken, voor de Meester Kackadorisprijs te nomineren. De Vereniging heeft de effectiviteit van Maes’ therapieën volgens de rechter terecht in twijfel getrokken. Alle eisen van Maes werden afgewezen. Maes is in beroep gegaan.

### Sickesz versus de VtdK
De vereniging verloor in 2007 in een bodemprocedure, na voor de rechtbank haar gelijk te hebben gekregen, een rechtszaak voor het gerechtshof van de Haagse orthomanuele therapeut Maria Sickesz. De vereniging had Sickesz in de top 20-lijst van kwakzalvers van de twintigste eeuw gezet. De vereniging werd daarop veroordeeld tot het plaatsen van twee rectificaties in landelijke kranten. Verder mag zij Sickesz in de toekomst niet meer aanduiden als kwakzalver. Wegens de kosten die het plaatsen van deze rectificaties met zich meebrengt, kwam de vereniging tijdelijk in financiële moeilijkheden.
In het arrest zeggen de rechters dat:
- Volgens de definitie van het woordenboek Van Dale (13e druk) een kwakzalver letterlijk iemand is, die nutteloze middelen toepast ter genezing van de een of andere ziekte; en figuurlijk iemand die het publiek wat op de mouw wil spelden, syn. boerenbedrieger, oplichter, knoeier.
- Het nut van orthomanuele therapie in een proefschrift uit 1990 bewezen is, en de therapie bovendien door sommige zorgverzekeraars wordt vergoed.
- Omdat volgens de rechters het nut van de therapie wel bewezen is (of in ieder geval dat niet beweerd kan worden, dat de therapie nutteloos is), vinden zij dat de goede naam van mevrouw Sickesz te veel schade aangedaan wordt door de figuurlijke betekenis van het woord kwakzalver.

Vanuit de medische wereld bestaat veel kritiek op de beslissing van de rechters. In diverse opiniestukken, onder andere in de Volkskrant (door Hans van Maanen) en het NRC Handelsblad (door Piet Borst), wordt onder andere gesteld dat:
- de rechters de al dan niet bestaande positieve werkzaamheid van de orthomanuele therapie afleiden uit één proefschrift dat in 1990 verscheen bij de economische faculteit (dus niet de medische) van de universiteit van Rotterdam, een proefschrift - van de hand van twee orthomanueel geneeskundigen - waarvan de inhoud en de gebruikte onderzoeksmethoden ook toen al ernstig bekritiseerd werden. De onderzoekers vroegen patiënten met rugklachten die behandeld waren met orthomanuele therapie, hoe tevreden zij waren over de behandeling. Twee op de drie patiënten gaf aan tevreden te zijn. Verder en beter onderzoek naar de therapie is nooit verricht.
- de Vereniging tegen de Kwakzalverij mevrouw Sickesz met name tot kwakzalver bestempelde, omdat zij beweert met haar therapie ziekten als schizofrenie en depressie te kunnen genezen. Deze bewering kan niet worden onderbouwd met wat voor wetenschappelijk bewijs dan ook en wordt door medici gezien als klinkklare onzin. Het proefschrift uit 1990 handelde alleen over het nut van orthomanuele therapie bij rugklachten. Het toepassen van deze therapie bij andere dan deze ziekten lijkt dus volledig nutteloos, waarmee mevrouw Sickesz wél voldoet aan de letterlijke definitie van het woord kwakzalver.
- de rechters de definitie van kwakzalverij uit de 13e editie van de Van Dale gebruikten, waarbij zij vonden dat de figuurlijke betekenissen die Van Dale geeft, zoals boerenbedrieger en oplichter, de goede naam van mevrouw Sickesz te veel door het slijk haalden. Critici wijzen erop, dat naar hun mening mevrouw Sickesz wel aan de letterlijke betekenis van het woord voldoet, en dat iets of iemand niet altijd aan alle betekenissen van een woord tegelijkertijd hoeft te voldoen, om met dit woord aangeduid te kunnen en mogen worden.
- de rechters het feit dat sommige verzekeraars de therapie van Sickesz vergoeden als bewijs zien voor het nut van de behandeling. Dit zegt niets, aldus Piet Borst, omdat er ook verzekeraars zijn die een bedevaart naar Lourdes vergoeden. De verzekeraars maken commerciële afwegingen voor hun pakket, geen afwegingen op basis van de werkzaamheid.

De VtdK verklaart het vonnis uit de achtergrond van de vicepresident van het Amsterdamse gerechtshof, mevrouw T.A.C. van Hartingsveldt, die lid is van de soefibeweging.
Na de uitspraak is, onder andere door de Stichting Skepsis (Nederland) en SKEPP (Vlaanderen), een inzamelingsactie op touw gezet voor het dekken van juridische en rectificatiekosten. De vereniging is tegen de uitspraak in cassatie gegaan.
Op 15 mei 2009 heeft de Hoge Raad het arrest van het Amsterdamse Gerechtshof vernietigd. De zaak is nu verwezen naar het Gerechtshof in Den Haag. De vraag of de Vereniging Sickesz mag aanduiden als kwakzalver zal dan opnieuw moeten worden beoordeeld. De Hoge Raad oordeelde dat de Vereniging er niet verantwoordelijk voor is dat in de perspublicaties over de top-20 lijst niet werd verwezen naar de beperkte definitie van kwakzalverij zoals de Vereniging die hanteert.
Het Haagse gerechtshof bekrachtigde bij arrest van 2 april 2013 het eerdere vonnis van de rechtbank Amsterdam en veroordeelde Sickesz in de kosten van het hoger beroep. Sickesz ging niet in cassatie, waarmee de slepende kwestie definitief in het voordeel van de VtdK is beslecht.

## Voorzitters
Voorzitters van de VtdK sinds 1881:
| - 1881–1888: Gerard Bruinsma - 1889–1897: Lambertus Zegers Veeckens - 1898: Cornelis Guldensteeden Egeling - 1899–1900: Alexander Carolus van Blommestein - 1900–1902: Johannes Marinus van Elk - 1903: Hermanus Massink | - 1904–1909, 1931–1933: Abram Lind - 1909–1931: Pieter Willem de Koning - 1933: Willem Pieter Roedolf Bouman (waarnemend) - 1934–1951: Cornelis Johannes Brenkman - 1951–1960: Hendricus Hermanus Funke - 1961–1978: Anton Pieter Nicolaas de Groot | - 1979–1981: Lenze Meinsma - 1981–1983: Ben Polak (waarnemend) - 1983–1988: Cornelis Deurman - 1988–2011: Cees Renckens - 2011–2015: Catherine de Jong - 2015–2021: Nico Terpstra - 2021–heden: Hans Vemer |

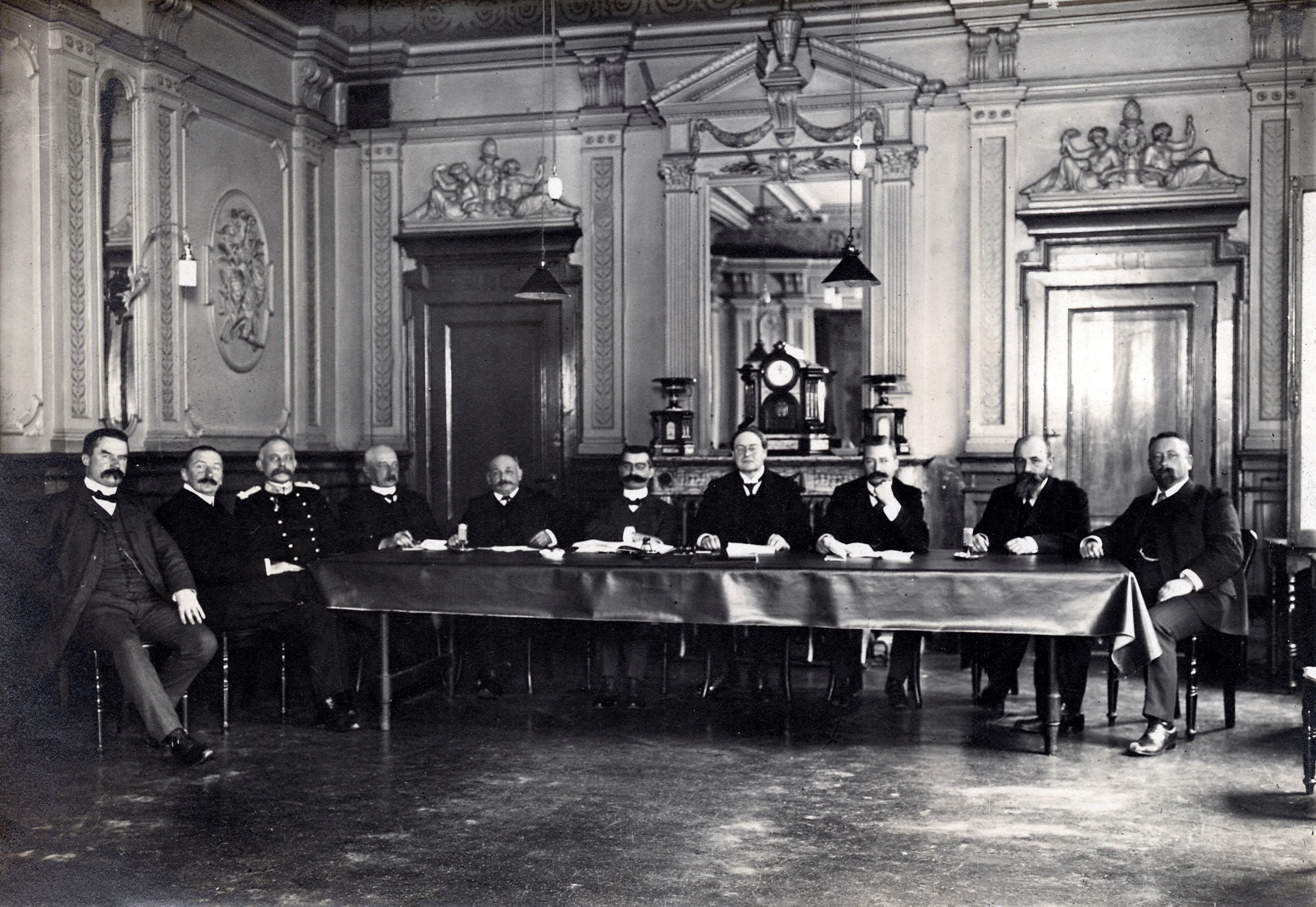
Bestuur van de Vereniging in 1909, met de dan nieuwe voorzitter Abram Lind